# 心の来た道
『心の来た道』（こころのきたみち）は、日本のロックバンド、CHARCOAL FILTERの8枚目のアルバム。

## 概要
- 本作より日本クラウンへ移籍後、初のリリース作品。
- アルバムでは初の日本語タイトル。
- このアルバムリリース後、ツアー「心の行く道」が行われた。

## 収録曲
1. 世界の果て
  - PVが存在する。
2. 心の来た道
  - アルバムタイトル曲。
3. 愛をばらまいて
4. Music Monster
5. スパイダー
6. Peace People

### クレジット
- 作詞：大塚雄三（全曲）　安井佑輝（#5）
- 作曲：小名川高弘（1～3）　安井佑輝（#4, 5）CHARCOAL FILTER（#6）
- 編曲：CHARCOAL FILTER（全曲）